# World Teacher: Isekaishiki Kyouiku Agent
World Teacher: Isekaishiki Kyouiku Agent (Tiếng Nhật:ワールド・ティーチャー 異世界式教育エージェント) là một loạt light novel được viết bởi Koichi Neko và được minh họa bởi Nardack. Được xuất bản bởi Overlap kể từ ngày 25 tháng 9 năm 2015. Bộ truyện được Amak mua bản quyền và phát hành tại thị trường Việt Nam dưới tên gọi World Teacher. Một bộ Manga cùng tên cũng được xuất bản bởi Overlap trên tạp chí Gardo Comics.

## Nội dung
Một người đàn ông từng dược mệnh danh là đặc vụ giỏi nhất thế giới trở thành giáo viên đào tạo các đặc vụ thế hệ tiếp theo. Sau nhiều năm đào tạo, huấn luyện các đặc vụ thì ông bị giết bởi một tổ chức bị ẩn ở tuổi 60 và được chuyển sinh đến một thế giới khác với kí ức từ tiền kiếp vẫn còn được giữ nguyên.
Mặc dù đó là một thế giới của phép thuật nhưng cậu đã thích nghi rất nhanh chóng kể từ lúc mới là một đứa trẻ sơ sinh. Nhờ vào sự luyện tập chăm chỉ của mình mà cậu có được sức mạnh rất lớn và tiếp tục công việc huyến luyện và đào tạo đệ tử như tiền kiếp mà cậu đang bỏ dở.

## Nhân vật
Sirius Teacher (シリウス・ティーチャー) là nhân vật chính của bộ truyện. Tiền kiếp là đặc vụ giỏi nhất thế giới sau khi chuyển sinh thì mang năng lực vô năng bị khinh miệt và ruồng bỏ. Là người đã nhặt nuôi Emilia Silverlion và Reus Silverlion với tư cách là người hầu và đệ tử.
Emilia Silverlion (エミリア・シルバリオン) là chị gái của Reus, người hầu và cũng là đệ tử của Sirius Teacher, sau khi cô được Sirius Teacher cứu và giúp đỡ thì đã đem lòng yêu cậu ta.
Reus Silverlion (レウス・シルバーリオン) cũng là người hầu và đệ tử của Sirius, sau lần được Sirius cứu và giúp đỡ cậu đã thề sẽ trung thành với Sirius.
Erina (エリナ) là người hầu đã nuôi dưỡng Sirius Teacher từ lúc mới chào đời cho đến lúc lớn và được Sirius Teacher gọi là mẹ.
Noel (ノエル) cũng là người hầu đã nuôi dưỡng Sirius Teacher từ lúc nhỏ đến lúc lớn.

## Các chuyển thể
Light Novel
Bộ truyện được viết bởi Koichi Neko và được phát hành bởi Overlap. Tính đến ngày 25 tháng 9, 2021 bộ truyện đã có 15 tập truyện được phát hành . Tại Việt Nam bộ truyện được Amak mua bản quyền và phát hành dưới tên gọi "World Teacher".
| #  | Phát hành Tiếng Nhật | Phát hành Tiếng Nhật | Phát hành Tiếng Việt | Phát hành Tiếng Việt |
| #  | Ngày phát hành       | ISBN                 | Ngày phát hành       | ISBN                 |
| -- | -------------------- | -------------------- | -------------------- | -------------------- |
| 1  | 25 tháng 9, 2015     | 978-4-86554-060-4    | 10 tháng 10, 2019    | 978-604-83-2529-9    |
| 2  | 25 tháng 2, 2016     | 978-4-86554-103-8    | 4 tháng 5, 2020      | 978-604-83-2661-6    |
| 3  | 25 tháng 5, 2016     | 978-4-86554-130-4    | 20 tháng 7, 2020     | 978-604-83-2841-2    |
| 4  | 25 tháng 9, 2016     | 978-4-86554-156-4    | 30 tháng 8, 2021     | 978-604-338-193-1    |
| 5  | 25 tháng 3, 2017     | 978-4-86554-200-4    | —                    | —                    |
| 6  | 25 tháng 7, 2017     | 978-4-86554-233-2    | —                    | —                    |
| 7  | 25 tháng 11, 2017    | 978-4-86554-281-3    | —                    | —                    |
| 8  | 25 tháng 5, 2018     | 978-4-86554-348-3    | —                    | —                    |
| 9  | 25 tháng 9, 2018     | 978-4-86554-395-7    | —                    | —                    |
| 10 | 25 tháng 1, 2019     | 978-4-86554-440-4    | —                    | —                    |
| 11 | 25 tháng 7, 2019     | 978-4-86554-523-4    | —                    | —                    |
| 12 | 25 tháng 1, 2020     | 978-4-86554-601-9    | —                    | —                    |
| 13 | 25 tháng 7, 2020     | 978-4-86554-699-6    | —                    | —                    |
| 14 | 25 tháng 1, 2021     | 978-4-86554-805-1    | —                    | —                    |
| 15 | 25 tháng 9, 2021     | 978-4-86554-978-2    | —                    | —                    |